# Stella Bowen
Esther Gwendolyn "Stella" Bowen (1893–1947) foi uma pintora e escritora australiana.

## Biografia
Bowen nasceu em North Adelaide, um subúrbio interno de Adelaide, Austrália do Sul, e foi educada na Tormore House School. Quando jovem, Bowen gostava de desenhar e convenceu sua mãe a deixá-la estudar com Margaret Preston. No entanto, seu desejo de seguir o treinamento artístico em Melbourne foi frustrado pela saúde precária de sua mãe e pela relutância desta em deixar sua filha seguir tal carreira. Quando sua mãe morreu em 1914, Bowen partiu para a Inglaterra com uma passagem de volta e uma mesada de £ 20 por mês. Na cosmopolita Londres, ela estudou na Escola de Artes de Westminster e se misturou a uma companhia de escritores, artistas, poetas e ativistas políticos.